# I'll Never Love Again
I'll Never Love Again è un singolo dei cantanti statunitensi Lady Gaga e Bradley Cooper, pubblicato il 27 maggio 2019 come terzo estratto dalla colonna sonora A Star Is Born Soundtrack.
Scritto da Lady Gaga insieme a Natalie Hemby, Hillary Lindsey e Aaron Raitiere, il brano è stato premiato con un Grammy Award alla miglior canzone scritta per i media visivi.

## Antefatti

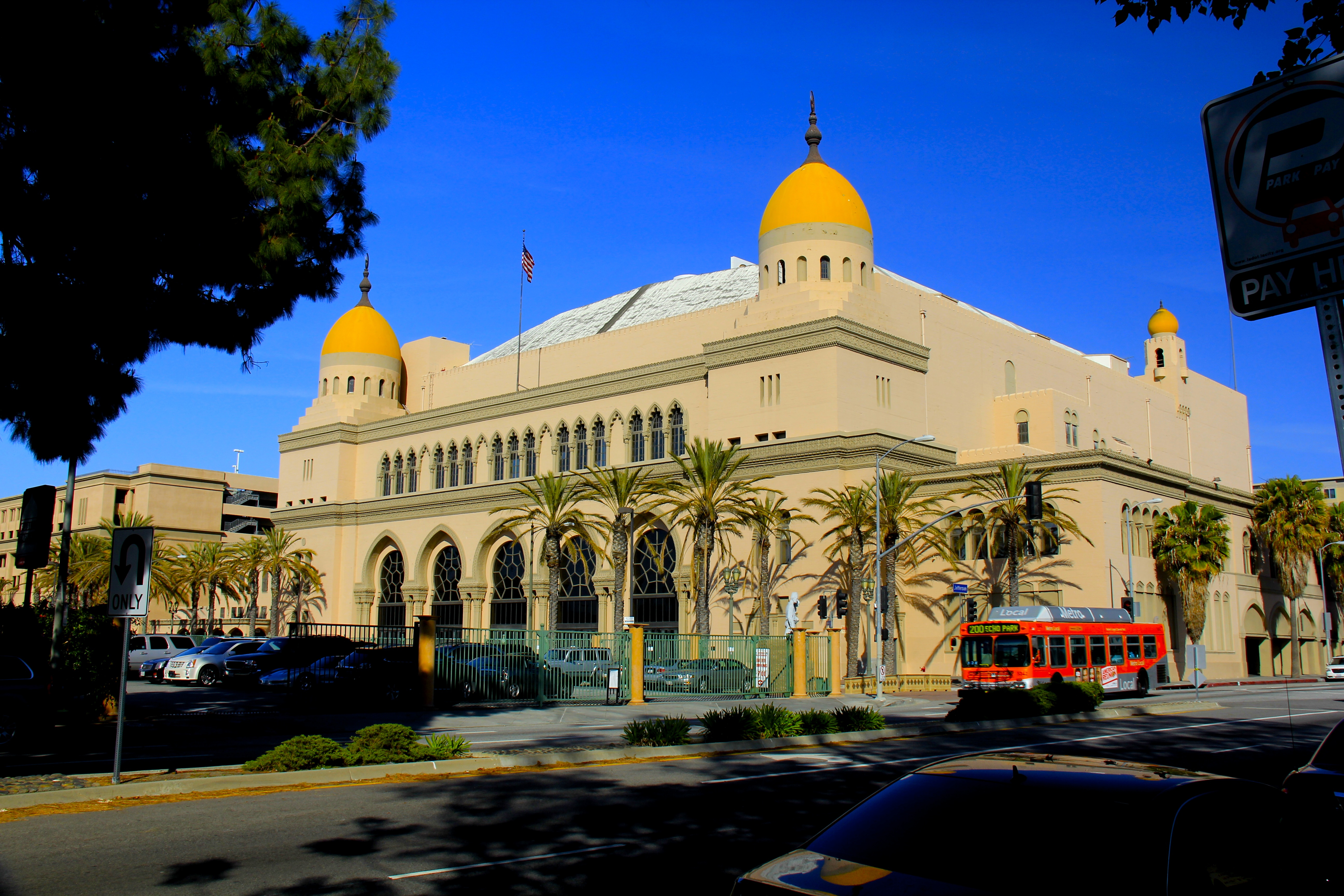
La scena con I'll Never Love Again è stata girata allo Shrine Auditorium di Los Angeles.

Mentre Lady Gaga si preparava per girare la scena finale di A Star Is Born, nella quale canta I'll Never Love Again, ha scoperto tramite una telefonata che la sua amica d'infanzia Sonja Durham, malata di cancro, era nei suoi ultimi momenti di vita. La cantante ha lasciato il set per andare ad incontrarla, ma è arrivata dieci minuti dopo la sua morte. Ha chiesto al marito della ragazza se sarebbe dovuta tornare alle riprese; lui le ha risposto dicendo che era quello che Sonja avrebbe desiderato. Gaga è quindi tornata sul set e ha cantato la canzone. In un'intervista ha dichiarato che durante quella scena ha dedicato la canzone non solo a Jackson, ma anche all'amica.

## Tracce
Testi e musiche di Lady Gaga, Natalie Hemby, Hillary Lindsey e Aaron Raitiere.
CD promozionale (Francia)
1. I'll Never Love Again (Radio Edit) – 3:13
2. I'll Never Love Again (Instrumental) – 5:28

## Formazione
Musicisti
- Lady Gaga – voce
- Bradley Cooper – voce
- Chris Johnson – batteria
- Jon Drummond – basso
- Brocket Parson – tastiera
- Tim Stewart – chitarra
- Ricky Tillo – chitarra

Produzione
- Lady Gaga – produzione
- Benjamin Rice – produzione, registrazione
- Bo Boonar – assistenza alla registrazione
- Alex Williams – assistenza alla registrazione
- Tom Elmhirst – missaggio
- Brandon Bost – assistenza al missaggio
- Randy Merrill – mastering

## Classifiche

### Classifiche settimanali
| Classifica (2018) | Posizione massima |
| ----------------- | ----------------- |
| Australia         | 15                |
| Austria           | 73                |
| Canada            | 43                |
| Francia           | 61                |
| Irlanda           | 10                |
| Italia            | 61                |
| Lussemburgo       | 3                 |
| Malaysia          | 18                |
| Portogallo        | 34                |
| Regno Unito       | 27                |
| Repubblica Ceca   | 52                |
| Slovacchia        | 1                 |
| Stati Uniti       | 36                |
| Svezia            | 47                |
| Svizzera          | 14                |

### Classifiche di fine anno
| Classifica (2019) | Posizione |
| ----------------- | --------- |
| Francia           | 169       |
| Portogallo        | 167       |